# Марсиано, Валтер
Валтер Марсиано де Кейрос (порт.-браз. Walter (Válter) Marciano de Queirós; 15 сентября 1931, Сан-Паулу — 21 июня 1961, Валенсия) — бразильский и испанский футболист, нападающий и полузащитник.

## Карьера
Валтер Марсиано начал свою карьеру в клубе «Сан-Каэтано». В 1951 году он перешёл в клуб «Ипиранга». В 1953 году Валтер стал игроком «Сантоса». В середине 1955 года форвард перешёл в клуб «Васко да Гама», дебютировав в матче с «Мадурейрой». На следующий год футболист выиграл с командой Чемпион штата.
В 1957 году Марсиано перешёл в испанскую «Валенсию», заплатившую за трансфер 6 млн песет. Его дебютной игрой стал матч против «Барселоны», завершившийся вничью 1:1. 6 октября он забил первый гол за команду, поразив ворота мадридского «Реала». В первом сезоне в клубе футболист провёл 34 матча и забил 19 голов, из которых 13 — в чемпионате страны, в котором его клуб занял 4 место. Во втором сезоне он забил 10 голов, выступая на позиции оттянутого форварда. Тогда же у Валтера случился конфликт с лидером команды Пасьегито. В сезоне 1959/1960 он был переведён на место полузащитника и провёл наибольшее, за время пребывания в Испании, количество игр — 38. Тогда же Валтер получил испанское подданство. Сезон 1960/1961 был омрачён множеством травм, из-за которых Марсиано не часто выходил на поле. Причиной его смерти послужила автокатастрофа в Эль Салер на трассе Валенсия — Аликанте. Там Валтер увернулся от выехавшего на встречную полосу автомобиля и врезался в грузовик, перевозивший соду. У футболиста осталась жена и четверо детей. Последней игрой в жизни Валтера Марсиано стал матч 10 июня 1961 года против «Барселоны», где его команда проиграла со счетом 2:6.

## Международная статистика
| Матчи Валтера Марсиано за сборную Бразилии | Матчи Валтера Марсиано за сборную Бразилии | Матчи Валтера Марсиано за сборную Бразилии | Матчи Валтера Марсиано за сборную Бразилии | Матчи Валтера Марсиано за сборную Бразилии | Матчи Валтера Марсиано за сборную Бразилии | Матчи Валтера Марсиано за сборную Бразилии |
| ------------------------------------------ | ------------------------------------------ | ------------------------------------------ | ------------------------------------------ | ------------------------------------------ | ------------------------------------------ | ------------------------------------------ |
| №                                          | Дата                                       | Место проведения                           | Оппонент                                   | Счёт                                       | Голы                                       | Турнир                                     |
| 1                                          | 18 сентября 1955                           | Рио-де-Жанейро                             | Чили                                       | 1:1                                        | -                                          | Кубок О'Хиггинса                           |
| 2                                          | 13 ноября 1955                             | Рио-де-Жанейро                             | Парагвай                                   | 3:0                                        | -                                          | Кубок Освалдо Круза                        |
| 3                                          | 25 марта 1956                              | Белу-Оризонти                              | Атлетико Минейро                           | 1:0                                        | -                                          | Товарищеский матч                          |
| 4                                          | 1 апреля 1956                              | Ресифи                                     | Сборная Пернамбуку                         | 2:0                                        | -                                          | Товарищеский матч                          |
| 5                                          | 8 апреля 1956                              | Лиссабон                                   | Португалия                                 | 1:0                                        | -                                          | Товарищеский матч                          |
| 6                                          | 11 апреля 1956                             | Цюрих                                      | Швейцария                                  | 1:1                                        | -                                          | Товарищеский матч                          |
| 7                                          | 21 апреля 1956                             | Прага                                      | Чехословакия                               | 0:0                                        | -                                          | Товарищеский матч                          |
| 8                                          | 25 апреля 1956                             | Милан                                      | Италия                                     | 0:3                                        | -                                          | Товарищеский матч                          |
| 9                                          | 1 мая 1956                                 | Стамбул                                    | Турция                                     | 1:0                                        | -                                          | Товарищеский матч                          |

## Достижения
- Обладатель Кубка Освалдо Круза: 1955
- Чемпион штата Рио-де-Жанейро: 1956